# Jackie Pereira
Jackie Pereira, född den 29 oktober 1964 i Perth, Australien, är en australisk landhockeyspelare.
Hon tog OS-guld i damernas landhockeyturnering i samband med de olympiska landhockeytävlingarna 1988 i Seoul.
Därefter tog Pereira OS-guld igen damernas landhockeyturnering i samband med de olympiska landhockeytävlingarna 1996 i Atlanta.